# Millville (Town)
Die Town of Millville ist eine von 33 Towns im Grant County im US-amerikanischen Bundesstaat Wisconsin. Im Jahr 2020 hatte Millville 127 Einwohner.
Town hat in Wisconsin eine grundlegend andere Bedeutung, als im übrigen englischsprachigen Bereich. Vielmehr entspricht sie den in den anderen US-Bundesstaaten üblichen Townships, die nach dem County die nächstkleinere Verwaltungseinheit bilden.

## Geografie
Die Town of Millville liegt im Südwesten Wisconsins, am Südufer des Wisconsin River, einem linken Nebenfluss des die Grenze zu Iowa bildenden Mississippi. Die Grenze zu Illinois befindet sich rund 70 km südlich.
Die Koordinaten der geografischen Mitte der Town of Millville sind 43°00′53″ nördlicher Breite und 90°56′17″ westlicher Länge. Sie erstreckt sich über eine Fläche von 56,3 km², die sich auf 54,4 km² Land- und 1,9 km² Wasserfläche verteilen. 
Die Town of Millville liegt im Norden des Grant County und grenzt an folgende Nachbartowns:
| Town of Bridgeport (Crawford County) | Town of Wauzeka (Crawford County)           |                    |
|                                      | Kompassrose, die auf Nachbargemeinden zeigt | Town of Woodman    |
| Town of Wyalusing                    | Town of Patch Grove                         | Town of Mount Hope |

## Verkehr
Entlang des Wisconsin River verläuft der County Highway C. Alle weiteren Straßen sind untergeordnete Landstraßen oder teils unbefestigte Fahrwege.
Die nächsten Flughäfen sind der Dubuque Regional Airport in Iowa (rund 95 km südlich) und der Dane County Regional Airport in Wisconsins Hauptstadt Madison (rund 130 km östlich).

## Bevölkerung
Nach der Volkszählung im Jahr 2010 lebten in der Town of Millville 166 Menschen in 66 Haushalten. Die Bevölkerungsdichte betrug 3,1 Einwohner pro Quadratkilometer. In den 66 Haushalten lebten statistisch je 2,52 Personen. 
Ethnisch betrachtet bestand die Bevölkerung mit zwei Ausnahmen nur aus Weißen. Unabhängig von der ethnischen Zugehörigkeit waren 1,2 Prozent der Bevölkerung spanischer oder lateinamerikanischer Abstammung. 
20,5 Prozent der Bevölkerung waren unter 18 Jahre alt, 63,2 Prozent waren zwischen 18 und 64 und 16,3 Prozent waren 65 Jahre oder älter. 50,0 Prozent der Bevölkerung war weiblich.
Das mittlere jährliche Einkommen eines Haushalts lag bei 60.750 USD. Das Pro-Kopf-Einkommen betrug 30.091 USD. 5,4 Prozent der Einwohner lebten unterhalb der Armutsgrenze.

## Ortschaften in der Town of Millville
Auf dem Gebiet der Town of Millville befindet sich neben Streubesiedlung noch die gemeindefreie Siedlung Millville.